# Gambler’s Guitar

Jim Lowe: Gambler’s Guitar

Gambler’s Guitar ist ein Country-Song von Jim Lowe aus dem Jahr 1953, der in der Version von Rusty Draper aus demselben Jahr bekannt wurde. Die 1957 von Fred Bertelmann veröffentlichte deutsche Version Der lachende Vagabund war lange Zeit die meistverkaufte deutsche Single-Produktion.

## Entstehungsgeschichte
Gambler’s Guitar wurde von Country-Sänger Jim Lowe geschrieben, der es im Mai 1953 aufgenommen und veröffentlicht hatte (Mercury #70163). Wenig später brachte Rusty Draper beim selben Label seine ebenfalls im Mai 1953 aufgenommene Version heraus (Mercury #70167), die zum Millionenseller wurde. Lowes Original brachte es bis Rang 26 in den Pop-Charts. Draper stieg zum Country-Star auf und verkaufte mehr als 31 Millionen Schallplatten. Beide Versionen haben neben demselben Plattenlabel gemeinsam, dass sie in den Bill Putnam gehörenden Tonstudios der Universal Recording Corporation (Chicago) entstanden.

## Deutsche Version

Fred Bertelmann – Der lachende Vagabund

Peter Moesser verfasste für die Melodie einen deutschen Text, woraus dann unter der Leitung des Produzenten Hans Bertram am 19. Juli 1957 mit dem Sänger Fred Bertelmann Der lachende Vagabund wurde. Das herzhafte Lachen Bertelmanns in diesem Lied wurde zu seinem Markenzeichen. Es begleitet ihn das Tanzorchester des NDR unter der Leitung von Franz Thon. Veröffentlicht im Oktober 1957 mit der B-Seite Cantabamberra (EG #8732), wurde hiervon ab November 1957 eine Million Platten verkauft. Insgesamt gingen binnen kurzer Zeit 3,5 Millionen Platten über den Ladentisch, davon über zwei Millionen in Deutschland, wofür Bertelmann unter anderem mit einer Goldenen Schallplatte und den hausinternen „Goldenen Hund“ der Electrola ausgezeichnet wurde. Das Lied zählt zu einem der meistverkauften Singles in Deutschland. Es ist mit zwei Millionen verkauften Einheiten der meistverkaufte Schlager des Landes, neben Heimweh (Freddy), Junge, komm bald wieder (Freddy) und Butterfly (Danyel Gérard).
In den Vereinigten Staaten gingen über 300.000 Exemplare über die Ladentische. Es war die bis dahin umsatzstärkste Single des Electrola-Labels und gleichzeitig auch die erfolgreichste deutschsprachige Produktion für lange Zeit. Ein weiterer Rekord bestand darin, dass die deutsche Coverversion einen deutlich höheren Plattenumsatz als die amerikanische Erfolgsversion erreichen konnte, obwohl der US-Plattenmarkt größenbedingt höhere Umsatzzahlen ermöglichte.
Bereits am 17. Oktober 1958 hatte mit Der lachende Vagabund ein gleichnamiger Schlagerfilm Premiere, in dem Bertelmann die Hauptrolle übernahm und den leitmotivisch der titelgebende Schlager durchzieht.

## Cover-Versionen
- 1957: Udo Jürgens[5]
- 1982: Zeltinger Band (auf der LP „Der Chef“, Ariola, 1981)
- 1986: Vesa-Matti Loiri (finnisch)
- 1992: Andreas Müller
- 2006: Leningrad Cowboys